# جایزه لونینگ
جایزۀ لونینگ (به انگلیسی: Lunning Prize) توسط فردریک لونینگ، مالک آژانس نیویورک برای گئورگ ینسن تأسیس شد. این جایزه از سال ۱۹۵۱ تا ۱۹۷۰ میلادی هر سال به دو نفر از طراحان برجستۀ اسکاندیناوی اعطاء شد. برندگان توسط گروهی از همتایان دانمارک، فنلاند، نروژ و سوئد انتخاب شدند.
جایزۀ لونینگ و دریافت‌کنندگان آن در ایجاد مفهوم و مشخصات طراحی اسکاندیناوی، چه در داخل و چه در خارج از کشور، در این دورۀ حیاتی نقش مهمی داشتند.